# Rempoa
Rempoa is een bestuurslaag in het regentschap Tangerang Selatan van de provincie Banten, Indonesië. Rempoa telt 33.945 inwoners (volkstelling 2010).